# Святошинський лісопарк
Святошинський лісопарк — лісовий масив природного походження, який розташовується в регіоні Київського Полісся на піщаній терасі річки Ірпінь. Має статус парку-пам'ятки садово-паркового мистецтва загальнодержавного значення.

## Загальні відомості
Рельєф території — слабо хвилястий з поступовим пониженням до заплави річки Ірпінь. Лісопарк займає квартали 122,123,131-136 Святошинського лісництва Святошинського ЛПГ.
Парк являє собою лісовий масив природного походження. Переважають вікові насадження сосни віком 150—180 років. У другому ярусі зростає дуб віком до 120 років. Тут є також є дубові насадження віком 50-60 та 70-80 років паростевого походження. На ділянці площею близько 3 га у 1938 р. були створені лісові культури шахової структури. Серед насаджень є сосна Веймутова, модрина, ялини, дуб звичайний і червоний, гледичія, клен гостролистий, береза тощо. На території парку зростає близько 60 видів дерев і кущів.
Святошинський лісопарк є об'єктом природно-заповідного фонду загальнодержавного значення міста Києва з 1972 року (перезатверджено 1990 року). Він займає площу 240 гектарів. Землекористувач (землевласник), у віданні якого перебуває об'єкт ПЗФ — Святошинське ЛПГ ДКО «Київзеленбуд».
Основна частина лісопарку розташована в межах Катеринівки — історичної місцевості Києва.

## Включення у Національний парк «Голосіївський»
Указом Президента України від 01.05.2014 р. № 446/2014 територію Святошинського лісопарку включили до меж Національного парку «Голосіївський», без вилучення в землекористувача: Святошинського лісопаркового господарства.

## Установи
У межах території лісопарку розташовані:
- Київський геріатричний пансіонат
- Український державний центр радіочастот

## Резонансне вбивство
3 серпня 2021 року в лісопарку знайшли повішеним Віталія Шишова — відомого громадського діяча Білорусі й України.
На місці загибелі Віталія у лісопарку з 5 серпня 2021 року близькі люди та друзі облаштували меморіал, куди люди приносять квіти, прапори й лампадки.